# Rhapis excelsa
Rhapis excelsa (Thunb.) A.Henry è una palma della sottofamiglia Coryphoideae, tribù Trachycarpeae, originaria della Cina meridionale e del Vietnam.

## Etimologia
Il nome del genere è greco - rhapis, che significa "ago"; e il nome della specie è latino per "alto".

## Descrizione
Rhapis excelsa cresce fino a 4 m di altezza e 30 mm di diametro in ciuffi multi-gambo con foglie lucide palmate divise in ampi segmenti costolati. I segmenti fogliari sono singoli o pochi nelle piante giovani e aumentano fino a una dozzina o più nelle piante mature; i segmenti sono divisi per il picciolo. Le estremità delle foglie sono seghettate a differenza della maggior parte delle altre palme, che si verificano su piccioli sottili che vanno da 20 a 60 cm di lunghezza. Un nuovo fogliame emerge da una guaina fibrosa che rimane attaccata alla base. Mentre le piante invecchiano, le guaine cadono, rivelando i tronchi. Questa specie di palma solitamente dioica produce una piccola infiorescenza nella parte superiore della pianta con fiori carnosi disposti a spirale contenenti tre petali fusi alla base. I frutti maturi sono carnosi e bianchi, sebbene R. excelsa si propaghi più prontamente attraverso ramificazioni di rizoma sotterraneo.

## Distribuzione e habitat
La specie è nativa della Cina sud-orientale (Hainan) e del Vietnam.